# Westin Harbour Castle Hotel
Das Westin Harbour Castle ist ein Hotelgebäude in Toronto, Kanada, welches sich direkt am Ufer des Ontariosees befindet. Das Hotel wird von der Westin Hotels & Resorts Gruppe betrieben.

## Geschichte
Das Hotel wurde 1975 als Harbour Castle Hilton von der Campeau Corporation fertiggestellt. Das Gebäude war damals ein Teil eines Revitalisierungsprojekts von Torontos Ufergebiet.

## Westin Hotel
Das 34-stöckige Gebäude beherbergt ein Hotel mit rund 977 Wohneinheiten. Das Hotel wurde 2007 grundlegend saniert. Auf dem Dach des Gebäudes befinden sich zwei Restaurants, Mizzen und Toula mit Panorama Blick. Von den Restaurants aus besteht an klaren Tagen freie Sicht bis nach Rochester, New York. Das Gebäude verfügt über Büro- und Wellness-Einrichtungen (mit Pool) sowie ein großes Fitnessstudio.